# Alfoz de Santa Gadea
Alfoz de Santa Gadea es un municipio del partido judicial de Villarcayo, en la comarca burgalesa de Las Merindades, comunidad autónoma de Castilla y León, España. Su código en el Instituto Nacional de Estadística es el INE-011.

## Símbolos
El escudo y la bandera que representan al ayuntamiento fueron aprobados por pleno del Ayuntamiento de Alfoz de Santa Gadea el 14 de diciembre de 2006. El blasón del escudo heráldico es el siguiente:

«El Escudo Municipal de Alfoz de Santa Gadea se presenta medio cortado y partido. –En el Primer cuartel, sobre azul, busto de Santa Gadea o Águeda, virgen y mártir, en Catania (Sicilia) en el siglo III, cercado de halo de oro y acompañado de palma de plata. –En el Segundo cuartel, En gules, castillo en oro de Castilla, donjonado de tres donjones, aclarado de azur y mazonado de sable, surmontado de tres estrellas de oro, de ocho puntas. –En el Tercer cuartel, en oro, roble vigoroso de sinople y tronco de sable sobre terrazado de sinople; frutado de bellotas de oro; al tronco, vaca pasante, al timbre, corona real cerrada.»
Boletín Oficial de Castilla y León nº 89 de 9 de mayo de 2007

La descripción de la bandera es la siguiente:

«La Bandera Municipal de Alfoz de Santa Gadea será de 1:1 Cuadrada. Tres franjas horizontales. Primera, de 0,30 de ancha, en azul; Segunda, de 0,40 de ancha en rojo y Tercera, de 0,30 de ancha en amarillo. En el corazón de la Bandera, aparecerá el Escudo Municipal.
»
Boletín Oficial de Castilla y León nº 89 de 9 de mayo de 2007

## Geografía
Su capital es Santa Gadea de Alfoz y el municipio se encuentra dividido en tres entidades locales menores, que son:
- Higón, a 4 km de la capital.
- Quintanilla de Santa Gadea, a 1,5 km de la capital.
- Santa Gadea de Alfoz, capital del municipio.

## Historia
Alfoz, perteneciente al Bastón de Laredo, jurisdicción de señorío ejercida por el marqués de Aguilar, quien nombraba su regidor pedáneo. Estaba formado por la villa de Santa Gadea de Alfoz y los lugares de Arija, Higón y Quintanilla de Santa Gadea.
A la caída del Antiguo Régimen las cuatro localidades forman el ayuntamiento constitucional de Alfoz de Santa Gadea, en el partido de Sedano, perteneciente a la región de Castilla la Vieja, para segregarse posteriormente la localidad de Arija y constituirse en ayuntamiento propio.
En 1930, Alfoz de Santa Gadea segrega parte de su territorio para la creación del municipio de Arija.

## Demografía
Alfoz de Santa Gadea cuenta con una población de 101 habitantes (INE 2024).
| Gráfica de evolución demográfica de Alfoz de Santa Gadea entre 1842 y 2021 |
| |
| Población de derecho según los censos de población del INE. Población de hecho según los censos de población del INE.En este censo se denominaba Santa Gadea Alfoz de Sargentes de la Lora: 1842. Entre el censo de 1930 y el anterior, disminuye el término del municipio porque independiza a Arija. |

| Principales | Secundarias | Desocupadas | Otras | Alojamientos | TOTAL |
| ----------- | ----------- | ----------- | ----- | ------------ | ----- |
| 65          | 80          | 16          | 0     | 0            | 161   |
| 40,37 %     | 49,69 %     | 9,94 %      | 0 %   | 0 %          | 100 % |

## Cultura

### Ganadería
Los ayuntamientos de Valle de Valdebezana, Arija y Alfoz de Santa Gadea se han unido con la asociación de ganaderos para promocionar la comercialización de la carne de potro hispano-bretón. La raza autóctona tiene un censo de 800 madres en la provincia de Burgos.

### Artesanía
En la actualidad existe en el municipio un taller artesanal (Cuero Artesano) que elabora artículos de marroquinería y guarnicionería. Este taller, asociado a la Federación de Organizaciones Artesanas de Castilla y León (Foacal Archivado el 13 de julio de 2009 en Wayback Machine.), se encuentra ubicado en la localidad de Quintanilla de Santa Gadea.